# Ralf Bugla
Ralf Bugla (* 13. Februar 1962) ist ein ehemaliger deutscher Fußballspieler und -trainer.

## Laufbahn
Der offensive Mittelfeldspieler schaffte als A-Jugendlicher den Sprung in den Profikader von Rot-Weiss Essen und spielte für den Verein von 1980 bis 1983 in der 2. Fußball-Bundesliga. Dabei kam er auf insgesamt 72 Einsätze und erzielte sieben Tore. 1983 wechselte er in die drittklassige Oberliga Nordrhein zum Aufsteiger VfL Rhede und einige Jahre später zum Ligakonkurrenten 1. FC Bocholt. Sein erstes Amt als Spielertrainer übernahm Bugla 1990 beim SC Südlohn. Auch in den Folgejahren arbeitete er mit Vereinen im Westmünsterland. So führte er die SpVgg Vreden von der Bezirksliga bis in die Verbandsliga Westfalen, trainierte zwei Jahre den Landesligisten Westfalia Gemen und sieben Jahre lang bis 2008 den VfL Rhede, den er zweimal in die Verbandsliga führte. Von 2008 bis 2010 war Ralf Bugla Trainer des 1. FC Bocholt, mit dem er 2010 den Aufstieg in die Niederrheinliga erreichte. Im Oktober 2010 wurde er aufgrund der sportlichen Talfahrt vom Verein freigestellt. Bugla übernahm daraufhin wieder das Traineramt beim westfälischen Landesligisten Westfalia Gemen, mit dem er jedoch in die Bezirksliga abstieg.
In der Saison 2013/14 übernahm Ralf Bugla das Traineramt beim Westfalenligisten SpVgg Vreden. Zur Saison 2016/17 wurde Bugla Trainer beim Bezirksligisten SG Borken, den er in die Landesliga führte und nach der Saison 2017/18 wieder verließ.